# Zamek Cisy
Zamek Cisy (Cieszów) – ruiny średniowiecznego zabytkowego zamku wybudowanego przez księcia Bolka I Surowego lub jego syna Bernarda Statecznego. Zamek zbudowano w dolinie Czyżynki (około 5 km na zachód od Świebodzic, w powiecie wałbrzyskim województwa dolnośląskiego).

## Historia
Pierwsza wzmianka o warowni istniejącej w tym miejscu pochodzi z falsyfikatu z 1242 r., gdy został wymieniony Peczco [...] in Cziskenberg. Lokalizacja zamku na południowo-wschodniej rubieży dystryktu strzegomskiego, może wskazywać na polityczną genezę jego powstania, związaną z przejęciem w 1277 r. od Henryka IV Probusa zachodniej części księstwa wrocławskiego przez Bolesława Rogatkę. Zamek zbudował przypuszczalnie Bolko I Surowy, a rozbudował jego wnuk Bolko II świdnicki. Otoczony fosą zamek nad urwistym zboczem (350 m) doliny Czyżynki stanowił dobry punkt obronny. Stał również na straży szlaku handlowego i w XIII wieku chronił wschodnią granicę księstwa jaworskiego Bolka I Surowego, będąc przeciwwagą dla oddalonego o 3 km zamku Stary Książ leżącego w księstwie wrocławskim.
Pierwsza wzmianka o zamku Cisy pochodzi z roku 1327, gdy wystawił na nim dokument Bolko II świdnicki, a kolejne wymieniające zamek Ciskberg dokumenty pochodzą z lat 1341 i 1343. Zamek Cisy był jedną z warowni, które Bolko II zajął w 1355 r. w ramach szerszej akcji wobec zbuntowanych zamków w okolicach Wałbrzycha. W 1355 r. Cisy przeszły w ręce kasztelana strzegomskiego Nickela Boltze. Liczne wydawane tu dokumenty wskazują, że na zamku mieszkała Agnieszka Habsburżanka, wdowa po Bolku II Świdnickim. Od 1381 r. zamek zaczął coraz częściej (szczególnie po 1384 r.) funkcjonować jako miejsce pobytu dworu świdnickiego księżnej Agnieszki, z których ostatnie nastąpiły tuż przed śmiercią księżnej w 1392 r. W 1408 roku zamek kupił Sander Bolz von Grunau ze Skarżyc. W skład dóbr należących do zamku wchodziło w XIV wieku pobliskie miasteczko Dobromierz. W 1429 zamek został kupiony przez Ulricha von Seydlitz. W 1466 r. częściowo zniszczony przez wojska husyckie Jerzego z Podiebradów, został następnie odbudowany i powiększony o przedzamcze zachodnie. W 2 połowie XV wieku był opanowany przez stronników Władysława II Jagiellończyka występujących przeciwko Wrocławiowi i Maciejowi Korwinowi. W trakcie kolejnych modernizacji powstało przedzamcze wschodnie, a XVI w. wzniesiono półkolistą basteję w celu obrony mostu. W początku XVII w. należał do Mikołaja von Czeschhaus. Podczas wojny trzydziestoletniej, w 1634 r., spalony przez Szwedów.
Opuszczony zamek zaczął popadać w ruinę. Od 1655 r. jego właścicielką była Susanne von Sauermann z domu Czettritz. W 1719 r. odkupił go Christoph Friedrich, hrabia Stolberg-Wenigerod. Następnie obiekt przeszedł w ręce hrabiego von Zieten ze Strugi, który w 1833 r. oczyścił teren zamku z drzew i krzaków. Następni właściciele niezbyt przejmowali się ruinami, z których okoliczni chłopi czerpali materiał budowlany. XIX stulecie przyniosło powrót zainteresowania pozostałościami zamku, które teraz stały się miejscem licznych wycieczek. W połowie wieku ruiny przeszły w ręce wrocławskiego kupca Marcusa Schottländera. Następni właściciele to m.in. gwarectwo górnicze ze Szczawna-Zdroju, Wilhelm Ledermann, berliński radca handlowy i Emanuel Aufricht, hurtownik z Wrocławia. W 1927 r. wałbrzyszanin Walter Brehmer podjął prace konserwatorskie, podczas których zabezpieczono teren. Zrekonstruowano wówczas bramę i wieżę. Po II wojnie światowej obiektem opiekowali się harcerze, a w 1961 Cisy ponownie zabezpieczono jako trwałą ruinę. W 1975 roku w ramach konkursu „Na szlaku zamek piastowski” oczyszczono cały teren z dziko rosnącej roślinności, uporządkowano dziedziniec i naprawiono prowadzący do zamku most o długości 24 m, przechodzący ponad suchą obecnie fosą.

## Architektura
Zamek właściwy założono na planie czworoboku o wymiarach ok. 22 × 28 m. Do jego budowy użyto głównie piaskowca. Mur obronny, z bramą w kurtynie północno-zachodniej, wzmocniony był w narożnikach skarpami. Wewnątrz muru znajdował się budynek mieszkalny o co najmniej dwóch kondygnacjach, składający się z wielu pomieszczeń. W narożniku południowo-wschodnim powstał stołp o średnicy ok. 10 m. Zamek właściwy otoczony był murem zewnętrznym, za nim od wschodu i zachodu usytuowano przedzamcza zabezpieczone dodatkowym murem z łamanego kamienia. Wjazdu do zamku broniła wschodnia brama, poprzedzona szyją i mostem na fosie.

## Turystyka
Ruiny zamku są coraz chętniej odwiedzane. Leżą zaledwie 3 km na zachód od bardzo popularnego i znanego Książa. Od niedawna pojawiły się tablice informujące o dojeździe do ruin oraz asfaltowa droga dojazdowa od strony Cisów – przysiółka wsi Cieszów, gmina Stare Bogaczowice. Masowa turystyka autokarowa, dominująca w Książu, omija ten zamek. Cisy osiągalne są jedynie dla turystów pieszych, rowerowych i zmotoryzowanych.
Przez zamek prowadzą następujące szlaki:
- – Szlak Zamków Piastowskich z Zamku Grodno do Grodziec.
- – Zamek Cisy – Struga – Trójgarb
- Szlak Ułanów Legii Nadwiślańskiej

Istnieje także szlak rowerowy. Należy z Podzamcza (dzielnica Wałbrzycha) iść w kierunku działek do lasu, tam skręcić w lewo wzdłuż lasu aż do zbiornika wodnego. Wówczas schodzimy na drogę i podążamy szlakiem rowerowym.

## Galeria

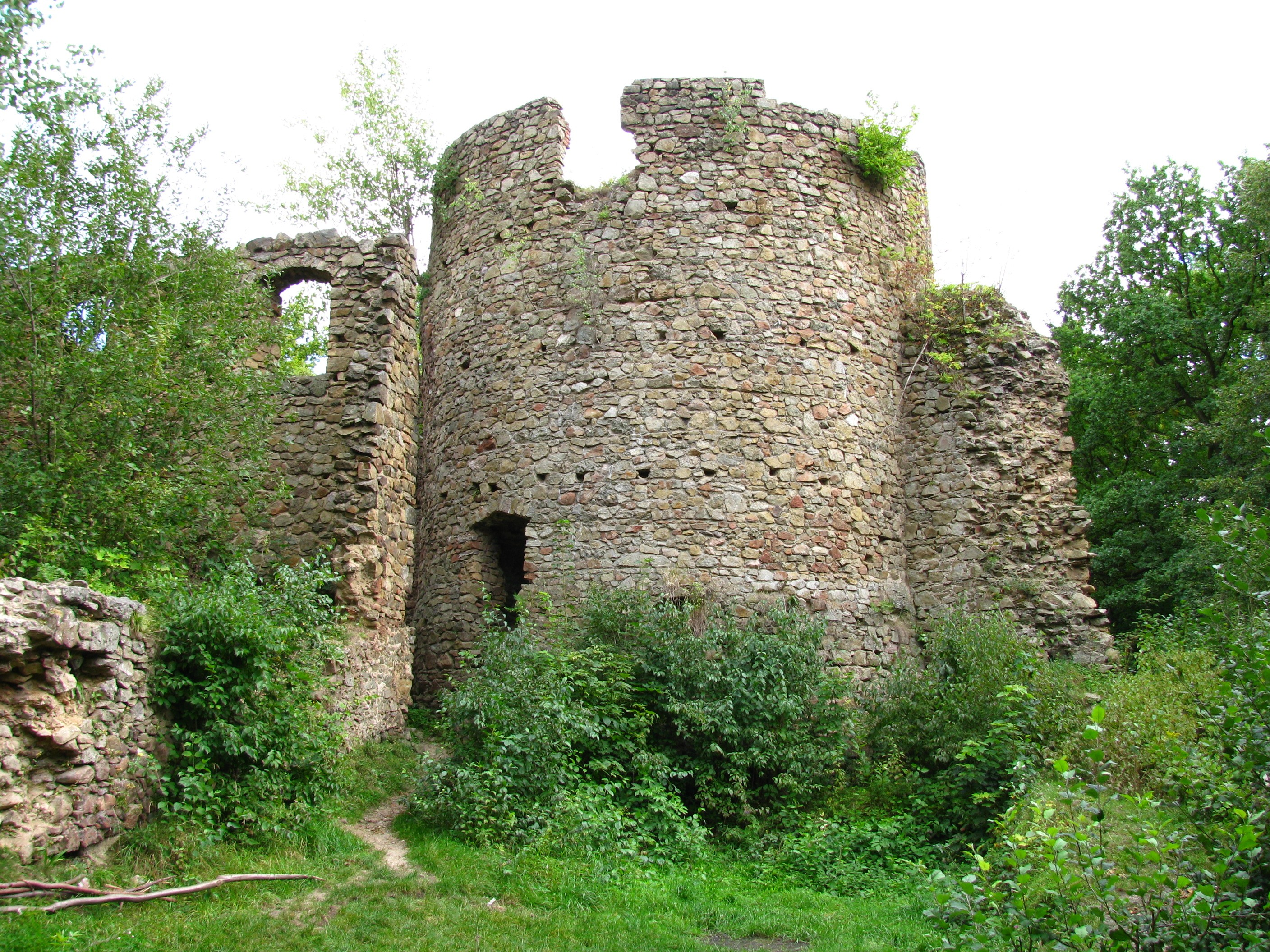
Ruiny stołpu
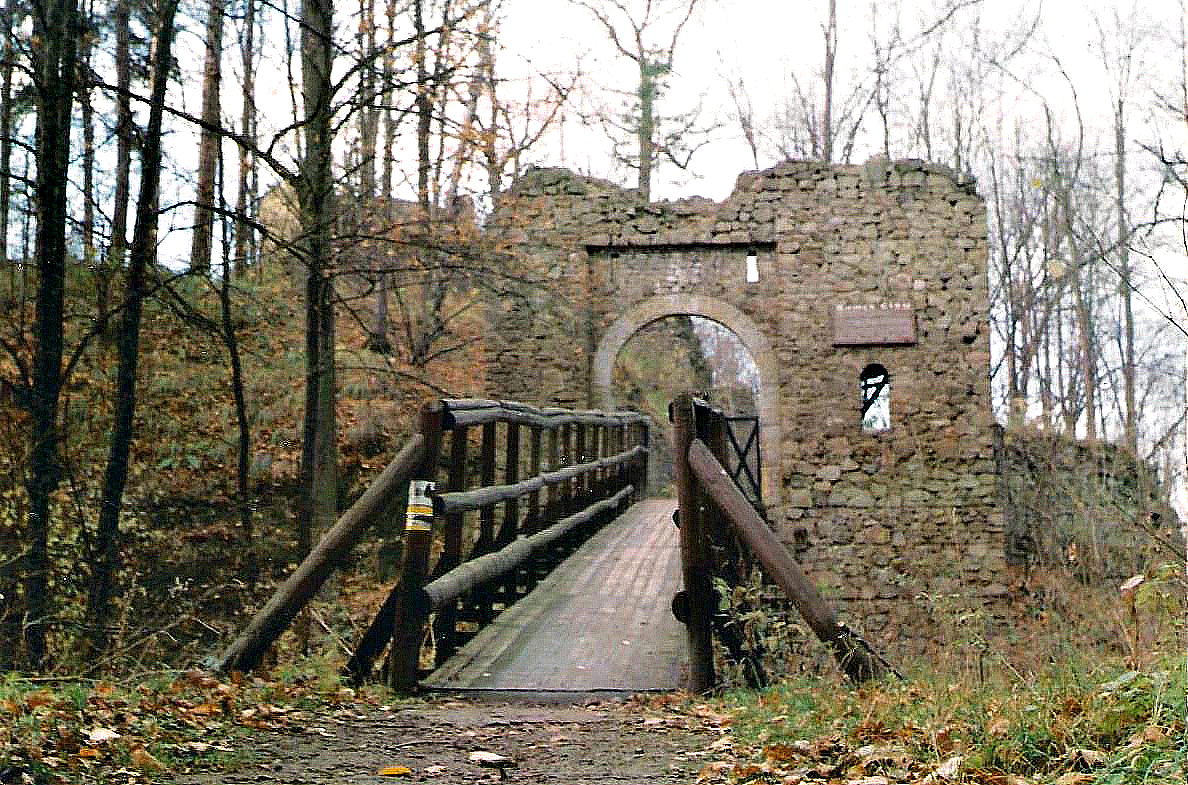
Brama zamkowa
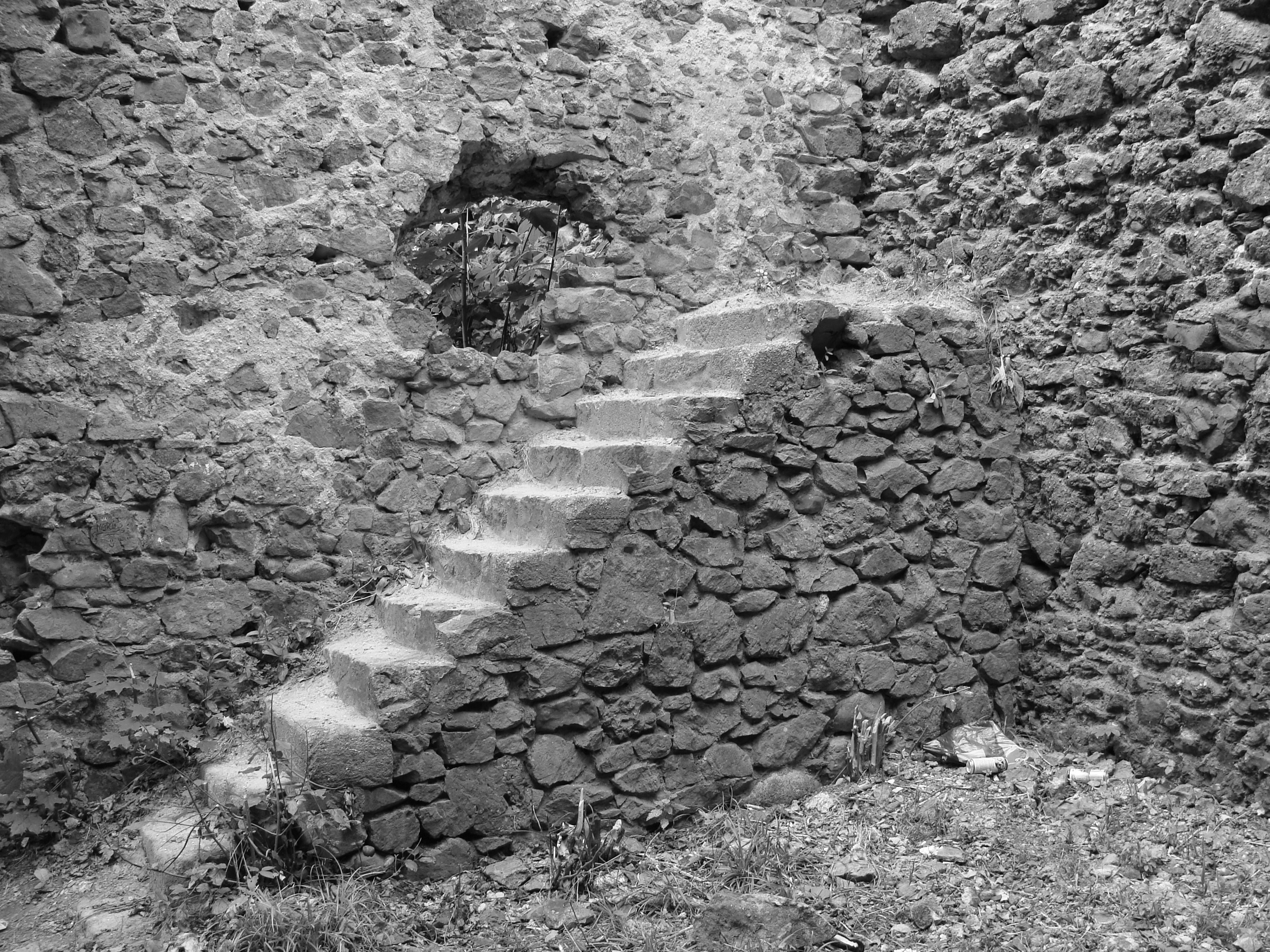